# Chamaecrista olesiphylla
{{Bảng phân loại
| name = Chamaecrista olesiphylla
| status = 
| status_system = 
| status_ref = 
| image = 
| image_caption = 
| regnum = Plantae
| unranked_divisio = Angiospermae
| unranked_classis = Eudicots
| unranked_ordo = Rosids
| ordo = Fabales
| familia = Fabaceae
| genus = Chamaecrista
| species = C. olesiphylla
| binomial = Chamaecrista olesiphylla
| binomial_authority = ([[Julius Rudolph Theodor Vogel
}}
Chamaecrista olesiphylla là một loài thực vật có hoa trong họ Đậu. Loài này được (Vogel) H.S.Irwin & Barneby miêu tả khoa học đầu tiên.